# Michael L. Printz Award
Il Michael L. Printz Award è un riconoscimento attribuito al miglior libro per ragazzi sulla base del merito letterario.
Istituito nel 2000 in onore Michael L. Printz, bibliotecario e insegnante di Topeka molto dedito alla letteratura per ragazzi, è amministrato dalla Young Adult Library Services Association, una divisione dell'American Library Association, e sponsorizzato dalla rivista Booklist. 

## Albo d'oro[5]
- 2000 Walter Dean Myers, Monster
  - Honor Books: David Almond, Skellig; Laurie Halse Anderson, Speak: le parole non dette (Speak); Ellen Wittinger, Hard Love
- 2001 David Almond, Il grande gioco (Kit's Wilderness)
  - Honor Books: Carolyn Coman, Many Stones; Carol Plum-Ucci, The Body of Christopher Creed; Louise Rennison, La mia vita è un disastro: nemmeno il mio gatto mi capisce! (Angus, Thongs, and Full Frontal Snogging: Confessions of Georgia Nicolson); Terry Trueman, Stuck in Neutral
- 2002 An Na, A Step From Heaven
  - Honor Books: Peter Dickinson, The Ropemaker; Jan Greenberg Abrams, Heart to Heart: New Poems Inspired by Twentieth-Century American Art; Chris Lynch, Freewill; Virginia Euwer Wolff, True Believer
- 2003 Aidan Chambers, Postcards from No Man's Land
  - Honor Books: Nancy Farmer, The House of the Scorpion; Garret Freymann-Weyr, My Heartbeat; Jack Gantos, Hole in My Life
- 2004 Angela Johnson, The First Part Last
  - Honor Books: Jennifer Donnelly, A Northern Light; Helen Frost, Keesha’s House; KL Going, Fat Kid Rules the World; Carolyn Mackler, The Earth, My Butt, and Other Big Round Things
- 2005 Meg Rosoff, Come vivo ora (How I Live Now)
  - Honor Books: Kenneth Oppel, Airborn; Allan Stratton, Chanda’s Secrets; Gary D. Schmidt, Lizzie Bright and the Buckminster Boy
- 2006 John Green, Cercando Alaska (Looking for Alaska) 
  - Honor Books: Margo Lanagan, Black Juice; Markus Zusak, Io sono il messaggero (I Am the Messenger); Elizabeth Partridge, John Lennon: All I Want Is the Truth, a Photographic Biography; Marilyn Nelson, A Wreath for Emmett Till
- 2007 Gene Luen Yang, American Born Chinese
  - Honor Books: M.T. Anderson, The Astonishing Life of Octavian Nothing, Traitor to the Nation; v. 1: The Pox Party; John Green, Teorema Catherine (An Abundance of Katherines); Sonya Hartnett, Surrender; Markus Zusak, La bambina che salvava i libri (The Book Thief)
- 2008 Geraldine McCaughrean, The White Darkness
  - Honor Books: Elizabeth Knox, Dreamquake: Book Two of the Dreamhunter Duet; Judith Clarke, One Whole and Perfect Day; A. M. Jenkins, Repossessed; Stephanie Hemphill, Your Own, Sylvia: A Verse Portrait of Sylvia Plath
- 2009 Melina Marchetta, On the Jellicoe Road
  - Honor Books: M.T. Anderson, The Astonishing Life of Octavian Nothing, Traitor to the Nation, Vol. 2: The Kingdom on the Waves; E. Lockhart, The Disreputable History of Frankie Landau-Banks; Terry Pratchett, Nation
- 2010 Libba Bray, Going Bovine
  - Honor Books: Deborah Heiligman, Charles and Emma: The Darwins’ Leap of Faith; Rick Yancey, The Monstrumologist; Adam Rapp, Punkzilla; John Barnes, Tales of the Madman Underground: An Historical Romance, 1973
- 2011 Paolo Bacigalupi, Ship Breaker
  - Honor Books: Lucy Christopher, Stolen; A. S. King, Please Ignore Vera Dietz; Marcus Sedgwick, Revolver; Janne Teller, Niente (Intet; Nothing nella traduzione in inglese)
- 2012 John Corey Whaley, Where Things Come Back
  - Honor Books: Daniel Handler, Why We Broke Up; Christine Hinwood, The Returning; Craig Silvey, Jasper Jones; Maggie Stiefvater, La corsa delle onde (The Scorpio Races)
- 2013 Nick Lake, In Darkness
  - Honor Books: Benjamin Alire Sáenz, Aristotele e Dante scoprono i segreti dell'universo (Aristotle and Dante Discover the Secrets of the Universe); Elizabeth E. Wein, Code Name Verity; Terry Pratchett, Dodger; Beverley Brenna, The White Bicycle
- 2014 Marcus Sedgwick, Midwinterblood
  - Honor Books: Rainbow Rowell, Eleanor & Park; Susann Cokal, Kingdom of Little Wounds; Sally Gardner, Il pianeta di Standish (Maggot Moon); Clare Vanderpool, Navigating Early
- 2015 Jandy Nelson, I’ll Give You the Sun
  - Honor Books: Jessie Ann Foley, The Carnival at Bray; Jenny Hubbard, And We Stay; Andrew A. Smith, Grasshopper Jungle; Mariko Tamaki, This One Summer
- 2016 Laura Ruby, Bone Gap
  - Honor Books: Ashley Hope Pérez, Out of Darkness; Marcus Sedgwick, The Ghosts of Heaven
- 2017 John Lewis, Andrew Aydin, Nate Powell, March: Book Three
  - Honor Books: Louise O'Neill, Asking for It; Julie Berry, The Passion of Dolssa; Neal Shusterman, Falce (Scythe); Nicola Yoon, The Sun Is Also a Star
- 2018 Nina LaCour, We Are Okay
  - Honor Books: Angie Thomas, The Hate U Give; Jason Reynolds, Long Way Down; Laini Taylor, Strange the Dreamer; Deborah Heiligman, Vincent and Theo: The Van Gogh Brothers
- 2019 Elizabeth Acevedo, The Poet X
  - Honor Books: Elana K. Arnold, Damsel; Deb Caletti, A Heart in a Body in the World; Mary McCoy, I, Claudia
- 2020 A. S. King, Dig[6]
  - Honor Books: Nahoko Uehashi, Kemono no sōja (The Beast Player); Mariko Tamaki, Laura Dean Keeps Breaking Up with Me; Nikki Grimes, Ordinary Hazards: A Memoir; Geraldine McCaughrean, Where the World Ends
- 2021 Daniel Nayeri, Everything Sad Is Untrue (a true story)[7]
  - Honor Books: Eric Gansworth, Apple (Skin to the Core); Gene Luen Yang, Dragon Hoops; Candice Iloh, Every Body Looking; Traci Chee, We Are Not Free
- 2022 Angeline Boulley, Un grammo di rabbia (Firekeeper's Daughter)[8]
  - Honor Books: Angie Thomas, Concrete rose; Malinda Lo, Last Night at the Telegraph Club; Kekla Magoon, Revolution in Our Time: The Black Panther Party’s Promise to the People; Lisa Fipps, Starfish
- 2023 Sabaa Tahir, All My Rage[9]
  - Honor Books: A.L. Graziadei, Icebreaker; Sacha Lamb, When the Angels Left the Old Country; Lily Anderson, Scout's Honor; Lisa Fipps, Queer Ducks (and Other Animals)
- 2024 AA. VV. a cura di A. S. King, The Collectors: Stories[10]
  - Honor Books: Moa Backe Åstot, Fire From the Sky; Kenneth M. Cadow, Gather; Shannon Gibney, The Girl I Am, Was, and Never Will Be: A Speculative Memoir of Transracial Adoption; Candice Iloh, Salt the Water
- 2025 Samuel Teer, Brownstone[11]
  - Honor Books: Safia Elhillo, Bright Red Fruit; Andrew Joseph White, Compound Fracture; Molly Knox Ostertag, The Deep Dark; Rex Ogle, Road Home